# Oroszcsűri evangélikus templom
Az oroszcsűri evangélikus templom műemlékké nyilvánított épület Romániában, Szeben megyében. A romániai műemlékek jegyzékében az SB-II-m-B-12528 sorszámon szerepel.